# Schouweiler
Schouweiler (en luxemburguès: Schuller) és una vila centre administratiu de la comuna de Dippach del districte de Luxemburg al cantó de Capellen. Està a uns 13 km de distància de la Ciutat de Luxemburg.